# مد خارج از جنسیت

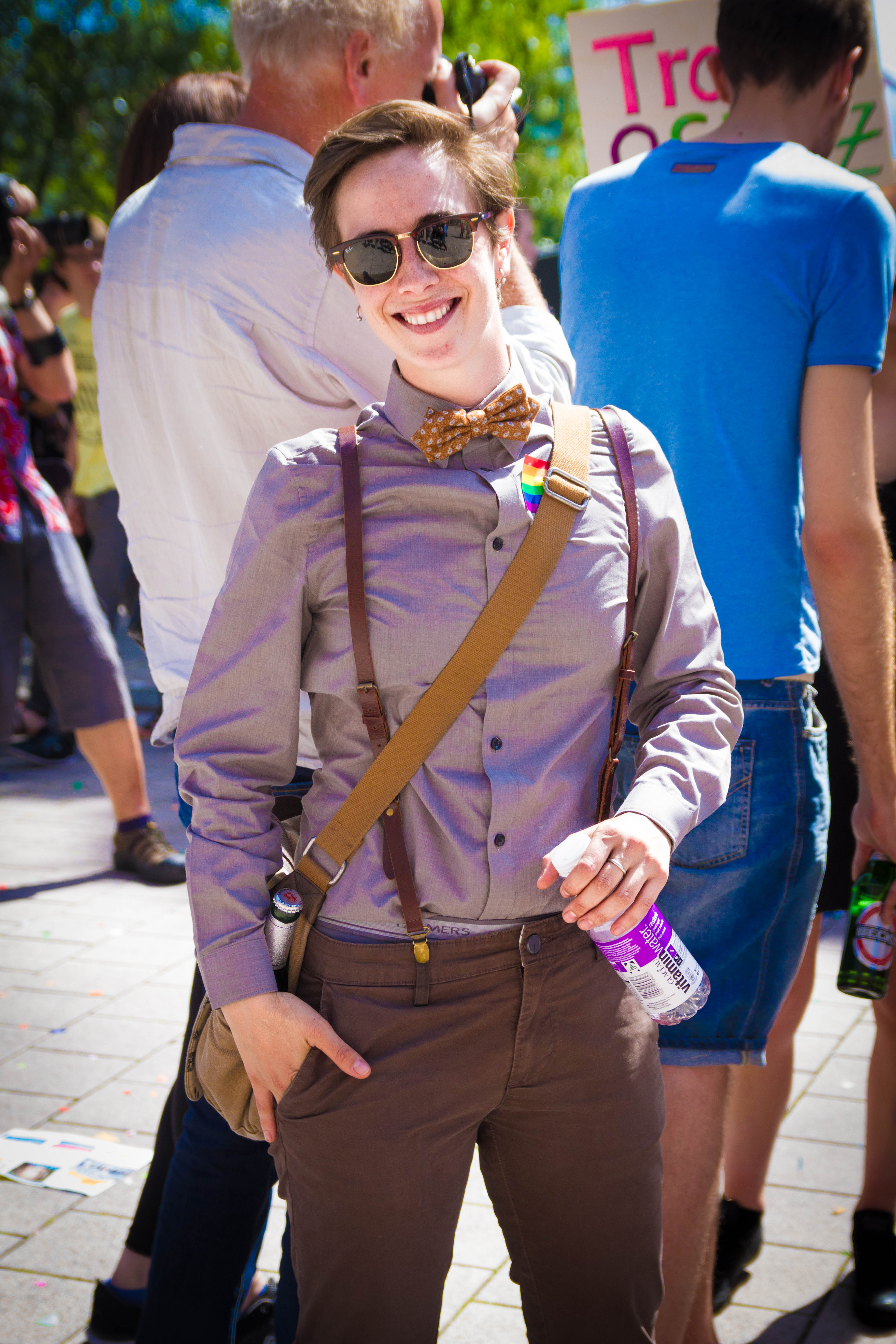
استایل مد جندرکوییر

مد جندرکوییر یا خارج از جنسیت، مدی در بین افراد با جنسیت کوییر و غیر دودویی است که فراتر از قراردادهای سبک معمول می‌باشد. در این مد معمولاً رنگها و مدل‌های خاصی را با یکی از دو جنسیت باینری زن یا مرد هماهنگ می‌کنند. هدف این مد این است که مصرف‌کنندگان، آن را به عنوان سبکی بپذیرند که به جای تن دادن به محدودیت‌های طبقه‌بندی شدهٔ لباس‌ها بر اساس جنسیت افراد، تمرکزش بر اساس اشکال مختلف بدن افراد است.

## سبک جنسیت کوییر
سبک جنسیت کوییر بیانگر هویتی است که با هنجارهای معمول فرهنگی و اجتماعی جنسیت از طریق بیان مد مطابقت ندارد و به‌طور معمول از طریق ترکیب (و البته نه همیشه) لباس و لوازم تزیینی که در اصل برای مردان یا زنان (یا هر دوی آنها) طراحی شده، تشکیل شده‌است. اگرچه انگیزهٔ پشت ابراز هویت جنسیتی کوییر یا غیر دودویی از طریق مد معمولاً فقط یکجور تمایل به ابراز وجود است، اما ممکن است به عنوان یک عمل سیاسی در جامعه و فرهنگی که شخص جنسیت کوییر شخصاً در آن حضور دارد نیز تلقی شود.